# NGC 5
NGC 5 (ook wel PGC 595, UGC 62, ZWG 518.12, MCG 6-1-13, 4ZW 7, ZWG 517.17 of NPM1G +35.0003) is een elliptisch sterrenstelsel in het sterrenbeeld Andromeda.
NGC 5 werd op 21 oktober 1881 ontdekt door de Franse astronoom Édouard Jean-Marie Stephan.